# 梅沢和人
梅沢 和人（うめざわ かずと）は日本のバイオリニスト。イェール大学院音楽科卒業。ソロ、室内楽、オーケストラのコンサートマスターとして、アメリカ、日本各地 、ヨーロッパで3,000回以上のステージに立っている。

## 略歴
- 1971年 14歳. 江藤俊哉に師事し、 1979年 桐朋学園大学音楽部付属ディプロマコース修了後、渡米。
- 1984年 イェール大学院音楽科 （Yale School of music) 首席にて卒業。テネシー州ナッシュビル交響楽団コンサートマスター。
- 帰国後2010年まで、大阪フィルハーモニー交響楽団コンサートマスター、東京交響楽団、札幌交響楽団をはじめ日本各地のオーケストラのゲストコンサートマスターを歴任。
- ソロ活動も韓国インチョン交響楽団、大阪フィルハーモニー交響楽団他と協奏曲を演奏するなど、国際的に活躍。
- 2012年より奈良県立ジュニアオーケストラ音楽監督、夢オーケストラミュージックアドバイザー。
- 2013年より桐朋学園大学音楽学部非常勤講師、2015年より奈良県立高円高校音楽科特別非常勤講師。
- 2014年より大阪国際音楽コンクール審査員
- 2015年より日本クラシック音楽コンクール審査委員
- 2015年よりみおつくし音楽祭コンクール審査員長
- 現在ソロ 、ゲストコンサートマスター 指導者として幅広く活動中。奈良県立ジュニアオーケストラ音楽監督。コーロ・ポエニクス（混声合唱団）音楽監督。
- 後身の指導者としても力を入れており、門下生に国際コンクール入賞者を多く輩出している。幼児からプロの為の《梅沢バイオリンサロン》(渋谷、西宮、夙川、奈良)主宰。

## 師事
- 江藤俊哉、三善晃に師事。